# Paspalidium disjunctum
Paspalidium disjunctum är en gräsart som beskrevs av Stanley Thatcher Blake. Paspalidium disjunctum ingår i släktet Paspalidium och familjen gräs. Inga underarter finns listade i Catalogue of Life.